# Atholus famulus
Atholus famulus är en skalbaggsart som först beskrevs av Lewis 1892.  Atholus famulus ingår i släktet Atholus och familjen stumpbaggar. Inga underarter finns listade i Catalogue of Life.